# Asa Butterfield
Asa Bopp Farr Butterfield  (født 1. april 1997 som Asa Maxwell Thornton Farr Butterfield) er en prisnomineret britisk skuespiller. Han er bedst kendt for sine hovedroller i henholdsvis i det historiske drama Drengen i den stribede pyjamas (2008) og i den dramatiske børnefilm Hugo (2011). Blandt hans andre roller kan nævnes krigs-sci-fi-filmen Ender's Game (2013), dramaet X+Y (2014) samt den eventyrlige Miss Peregrine's Home for Peculiar Children (2016). I 2019 fik Butterfield hovedrollen som Otis Milburn i Netflix' komediedramaserie Sex Education.

## Opvækst
Butterfield blev født i London-bydelen Islington, England, som søn af psykologen Jacqueline Farr og Sam Butterfield, reklameforlægger. Han har en storebror, Morgan, og to yngre søstre, Loxie og Marlie (halvsøster). Han gik i skole på Stoke Newington School. Forældrene blev skilt, da Butterfield var teenager og han boede derefter hos sin mor og havde fortsat god kontakt til sin far.

## Karriere
Butterfield begyndte at gå til skuespil som 7-årig på Young Actors Theatre Islington. Her blev han spottet af en caster, som sikrede ham mindre roller i 2006 i tv-dramaet After Thomas og i filmen Son of Rambow fra 2007.
I 2008 havde han en gæsteoptræden som Donny i tv-serien Ashes to Ashes. Samme år, som 10-årig, fik Butterfield hovedrollen som Bruno i 2. verdenskrigsdramaet Drengen i den stribede pyjamas. Instruktør Mark Herman har udtalt, at de faldt for Butterfield ret tidligt i auditionsprocessen. Han var på det første auditiontape instruktøren modtog og blot den tredje kandidat de mødtes med ansigt til ansigt. Herman synes, at Butterfields optræden var fantastisk, men han turde først give ham rollen efter at have haft hundredvis af drenge til audition, for at "have vendt hver en sten". Producer David Heyman og instruktør Mark Herman ledte efter en som var i stand til oprigtigt at vise hovedpersonens uskyldighed, så de spurgte hver barn de havde til audition, om hvad de vidste om holocaust. Butterfields viden var begrænset og det vedblev sådan gennem indspilningerne for at det ville være nemmere for ham at bibeholde figurens uskyldighed. De sidste scener af filmen blev optaget til slut af produktionsperioden, som en slags forberedelse for både Butterfield og Jack Scanlon (Butterfields figurs ven i filmen) til filmens dramatiske slutning.
Samtidig med indspilningerne af Drengen i den stribede pyjamas, slog Butterfield hundredvis af drenge i kampen om en rolle i Mr. Nobody. Han valgte dog ikke at tage imod rollen i sidste ende. I 2008 spiller han Mordred i Merlin-afsnittet "The Beginning of the End"; Butterfield optræder som Mordred i andre afsnit efterfølgende. I 2010 fik han en mindre rolle i The Wolfman. Han optræder også som Norman Green i Nanny McPhee med nye tryllerier (2010). Både filmen og hans optræden modtog gode anmeldelser.
Som 13-årig spillede Butterfield hovedrollen i Martin Scorseses Hugo, som er baseret på romanen Opfindelsen af Hugo Cabret. Hugo havde premiere d. 23. november 2011 (15. marts 2012) og modtog gode anmeldelser. Butterfield spiller også titelrollen som Andrew "Ender" Wiggin i filmudgaven af Orson Scott Cards roman Ender's Game. Filmen havde premiere i 2013.

Efter at have indspillet Ender's Game, blev Butterfield castet som Nathan Ellis i det britiske drama X+Y, et matematisk geni på autistspektret som udvælges til at konkurrere i en international matematikkonkurrence. Filmen havde premiere den 5. september 2014 ved Toronto International Film Festival. Butterfields optræden modtog verdensomspændt anerkendelse og gav ham en British Independent Film Awards-nominering i kategorien "Best Actor".
I 2015 medvirkede Butterfield i filmudgaven Ten Thousand Saints. Senere samme år sluttede han sig til castet på Shane Carruths tredje film, The Modern Ocean. I 2016 spillede han Jacob Portman i Miss Peregrine's Home for Peculiar Children. Han medvirkede også som Gardner Elliot i filmen The Space Between Us og som Sebastian i The House of Tomorrow i 2017. I 2018 fik Butterfield hovedrollen Otis Milburn i Netflix' komediedramaserie, Sex Education. Serien havde premiere d. 11. januar 2019 og fik gode anmeldelser med på vejen.

## Andet arbejde
Butterfield holder af at lave og producere musik og har udgivet et mashup af sangene "Teenage Dirtbag" af Wheatus og "Making Plans for Nigel" af XTC. Sammen med sin bror er han del af musikgruppen Mambo Fresh. Sidst i 2012 var Butterfield meddesigner af et videospil til iPads sammen med sin far og bror, kaldt Racing Blind. Spillet blev tilgængeligt på AppStore d. 7. april 2013.
Butterfield har deltaget i konkurrencer i Nintendo-spil. I 2017 deltog han i Nintendo World Championships, hvor han dog røg ud i de indledende runder. Han er en entusiastisk spiller af Super Smash Bros. og er del af e-sportsholdet Panda Global under tagget "Stimpy". Hans første optræden med holdet var ved Genesis 6-turneringen i Oakland, Californien i 2019. I oktober 2020 blev han del af holdet Team Liquid.
Siden 2017 har Butterfield undervist den årlige masterclass i skuespil ved "The Reel Scene"-skuespillerskole i London. Det tredages "Asa Butterfield Masterclass"-kursus indeholder improvisationsteknikker og eleverne øver sig på scener fra Butterfields film, som så optages den sidste dag på kurset. I 2018 medvirkede nogle af årets kursuselever, som statister i filmen Greed, som Butterfield også optrådte i.

## Privatliv
Butterfields mor har også fungeret som hans manager. Hun læste alle manuskripter grundigt igennem inden sønnens kontrakter blev underskrevet.
Butterfield fik kort efter sin fødsel kælenavnet "Maxwell Thornton", som han senere lavede om til “Bopp” i sit pas (efter Hale-Bopp-kometen).
Butterfield skulle efter sigende være single, han har tidligere været kædet sammen med kvindelige skuespillere, som Ella Purnell, Hailee Steinfeld og Nina Dobrev.

## Filmografi

### Film
| År   | Titel                                       | Rolle                 | Noter                                 |
| ---- | ------------------------------------------- | --------------------- | ------------------------------------- |
| 2007 | Son of Rambow                               | Dreng fra Brethren    |                                       |
| 2008 | Drengen i den stribede pyjamas              | Bruno                 |                                       |
| 2010 | Nanny McPhee med nye tryllerier             | Norman Green          |                                       |
| 2010 | The Wolfman                                 | Yngre Ben Talbot      |                                       |
| 2011 | Hugo                                        | Hugo Cabret           |                                       |
| 2013 | Ender's Game                                | Ender Wiggin          |                                       |
| 2014 | X+Y                                         | Nathan Ellis          | Også kendt som A Brilliant Young Mind |
| 2015 | Ten Thousand Saints                         | Jude Keffy-Horn       |                                       |
| 2016 | Miss Peregrine's Home for Peculiar Children | Jacob "Jake" Portman  |                                       |
| 2017 | The House of Tomorrow                       | Sebastian Prendergast |                                       |
| 2017 | Journey's End                               | Jimmy Raleigh         |                                       |
| 2017 | The Space Between Us                        | Gardner Elliot        |                                       |
| 2018 | Then Came You                               | Calvin Lewis          |                                       |
| 2018 | Time Freak                                  | Stillman              |                                       |
| 2018 | Slaughterhouse Rulez                        | Willoughby Blake      |                                       |
| 2019 | Greed                                       | Finn McCreadie        |                                       |
| 2022 | Flux Gourmet                                |                       |                                       |
| TBA  | CURS>R                                      | Isaac                 |                                       |

### Tv
| År      | Titel               | Rolle                            | Noter                          |
| ------- | ------------------- | -------------------------------- | ------------------------------ |
| 2006    | After Thomas        | Andrew                           | Tv-film                        |
| 2008    | Ashes to Ashes      | Donny                            | Afsnit: "Episode 6" (season 1) |
| 2008–09 | Merlin              | Mordred                          | 3 afs                          |
| 2017    | Thunderbirds Are Go | Space Controller Conrad (stemme) | 1 afsnit                       |
| 2019–23 | Sex Education       | Otis Milburn                     | Fast rolle                     |
| 2020    | 50 States of Fright | Brandon Boyd                     | 3 afsnit                       |

## Priser og nomineringer
| År   | Pris                                               | Kategori                                                                     | Arbejde                                     | Resultat  | Ref.          |
| ---- | -------------------------------------------------- | ---------------------------------------------------------------------------- | ------------------------------------------- | --------- | ------------- |
| 2008 | British Independent Film Award                     | Most Promising Newcomer                                                      | Drengen i den stribede pyjamas              | Nomineret | [ 37 ] [ 38 ] |
| 2009 | NSPCC Award                                        | Young British Performer of the Year                                          | Drengen i den stribede pyjamas              | Nomineret | [ 39 ]        |
| 2009 | Young Artist Award                                 | Best Performance in an International Feature Film – Leading Young Performers | Drengen i den stribede pyjamas              | Nomineret |               |
| 2011 | Critics' Choice Movie Awards                       | Best Young Performer                                                         | Hugo                                        | Nomineret | [ 40 ]        |
| 2012 | Broadcast Film Critics Association                 | Best Young Actor/Actress                                                     | Hugo                                        | Nomineret | [ 41 ]        |
| 2012 | Empire Awards                                      | Best Male Newcomer                                                           | Hugo                                        | Nomineret | [ 42 ]        |
| 2012 | Saturn Awards                                      | Best Performance by a Younger Actor                                          | Hugo                                        | Nomineret | [ 43 ]        |
| 2012 | Young Artist Award                                 | Best Performance in a Feature Film – Leading Young Actor                     | Hugo                                        | Nomineret | [ 44 ]        |
| 2012 | Young Hollywood Awards                             | Breakthrough Performance – Male                                              | Hugo                                        | Vundet    | [ 45 ]        |
| 2013 | Critics' Choice Movie Awards                       | Best Young Performer                                                         | Ender's Game                                | Nomineret | [ 46 ]        |
| 2013 | Washington DC Area Film Critics Association Awards | Best Youth Performance                                                       | Ender's Game                                | Nomineret |               |
| 2014 | British Independent Film Awards                    | Best Actor                                                                   | X+Y                                         | Nomineret | [ 47 ]        |
| 2014 | Saturn Awards                                      | Best Performance by a Younger Actor                                          | Ender's Game                                | Nomineret | [ 48 ]        |
| 2015 | National Film Awards                               | Best Actor                                                                   | X+Y                                         | Nomineret |               |
| 2017 | Teen Choice Awards                                 | Choice Fantasy Movie Actor                                                   | Miss Peregrine's Home for Peculiar Children | Nomineret | [ 49 ]        |
| 2017 | Teen Choice Awards                                 | Choice Sci-Fi Movie Actor                                                    | The Space Between Us                        | Nomineret | [ 50 ]        |
| 2019 | Gold Derby Film Awards                             | Breakthrough Performer of the Year                                           | N/A                                         | Nomineret |               |
| 2020 | Gold Derby Film Awards                             | Comedy Actor                                                                 | Sex Education                               | Nomineret |               |
| 2020 | Newport Beach Film Festival                        | Artist of Distinction                                                        | Sex Education                               | Vundet    |               |
| 2020 | NME Awards                                         | Best TV Actor                                                                | N/A                                         | Nomineret | [ 51 ]        |